# Verchnjaja Salda
Verchnjaja Salda (Russisch: Верхняя Салда) is een Russische stad onder oblastjurisdictie op de oostelijke hellingen van de Centrale Oeral aan de rivier de Salda (rechter zijrivier van de Tagil, stroomgebied van de Ob) op 195 kilometer ten noorden van Jekaterinenburg. Het is het bestuurlijk centrum van het district Verchnesaldinski.

## Geschiedenis
De plaats ontstond in 1760 en haar ontwikkeling werd sterk beïnvloed door de ijzer- en gietijzerwerken aan de rivier de Salda, die in 1778 met hun werk begonnen onder leiding van de Demidovs. Mensen uit de nederzettingen eromheen kwamen naar de ijzerwerken en kwamen ook in de plaats wonen. De fabriek werd beroemd om zijn profielstaal. Met de bouw van een fabriek voor metaalconstructies en de bouw van een brug begon een nieuwe periode voor de plaats. Het inwoneraantal groeide als gevolg hiervan en Verchnjaja Salda kreeg daarop op 24 december 1938 de status van stad onder jurisdictie van de oblast. De naam is afgeleid van de rivier Salda en betekent 'boven de Salda' en duidt tevens op het bestaan van Nizjnjaja Salda ('beneden de Salda').

## Economie en onderwijs
De stad is een industrieel centrum, waar de grootste titaniumproducent ter wereld is gevestigd; VSMPO-Avisma. Hier wordt titanium geproduceerd voor de luchtvaart. Het is de grootste leverancier hiervan voor Airbus en Boeing. Tot de overige bedrijven behoren onder andere een ijzergieterij, een bouwbedrijf en een broodbakkerijcomplex. De stad ligt aan een spoorlijn tussen Alapajevsk en Nizjni Tagil.
In de stad staan onder andere een afdeling van de Staats-Technische Universiteit van de Oeral, een school voor metallurgie en technische scholen.

## Demografie
De stad heeft sinds de val van de Sovjet-Unie meer dan 20% van haar bevolking verloren, zo valt te zien uit de onderstaande tabel.
| Ontwikkeling van het inwoneraantal | Ontwikkeling van het inwoneraantal | Ontwikkeling van het inwoneraantal | Ontwikkeling van het inwoneraantal | Ontwikkeling van het inwoneraantal | Ontwikkeling van het inwoneraantal | Ontwikkeling van het inwoneraantal | Ontwikkeling van het inwoneraantal |
| ---------------------------------- | ---------------------------------- | ---------------------------------- | ---------------------------------- | ---------------------------------- | ---------------------------------- | ---------------------------------- | ---------------------------------- |
| Jaar                               | 1939                               | 1959                               | 1970                               | 1979                               | 1989                               | 2002                               |                                    |
| Bevolking                          | 15.000                             | 37.300                             | 44.700                             | 54.600                             | 65.200                             | 51.200                             |                                    |